# محوطه صفربولی
محوطه صفربولی در شهرستان دالاهو، بخش مرکز ی، دهستان حومه، ۱۰۰ متری شرق روستای چشمه سفید واقع شده و این اثر در تاریخ ۲۷ اسفند ۱۳۸۶ با شمارهٔ ثبت ۲۲۳۲۴ به‌عنوان یکی از آثار ملی ایران به ثبت رسیده است.